# Irene Klaffke
Irene Klaffke (* 15. Juli 1945 in Nürnberg; † 23. Februar 2021) war eine deutsche Malerin und Illustratorin. Sie lebte in Letter (Seelze).

## Leben und Werk
Irene Klaffke war Kunstlehrerin an Grund-, Haupt- und Realschulen und Kunstpädagogin in der Erwachsenenbildung, u. a. in der JVA für Frauen in Hildesheim. Sie wirkte an diversen Einzel- und Gruppenausstellungen, an Kunstaktionen und Kunstprojekten mit. Viele Bilder und Zeichnungen entstanden als Nachklang der intensiven Beschäftigung mit der klassischen und zeitgenössischen Literatur. Sie war Mitglied im BBK Hannover (Bundesverband Bildender Künstlerinnen und Künstler Hannover) und im HKV (Kunstverein Hannover).

## Publikationen
- In memoriam Irene Klaffke: Texte von Christine Kappe, Caroline Hartge, Cornelius van Alsum, Sabine Göttel, Alexandra Bernhardt; Bilder von Irene Klaffke (†) und Katharina Büscher (= kalmenzone – literaturzeitschrift, Sonderheft 1), Bonn 2022; hrsg. von Cornelius van Alsum, ISSN 2196-3835.[2]
- Fünf Bilder und ein Titelbild für Variationen über die Stille und andere Stücke, mit Musik von Corinna Eikmeier – Theaterstücke von Christine Kappe. Pop Verlag, Ludwigsburg 2019, ISBN 978-3-86356-258-8.
- Illustrationen in kalmenzone[3] – literaturzeitschrift, Nr. 15, Bonn 2019, hrsg. von Cornelius van Alsum, ISSN 2196-3835.
- Fünf Bilder und ein Titelbild für Vom Zustand der Welt um 4 Uhr 35 – Erzählungen und Essays von Christine Kappe. Pop Verlag, Ludwigsburg 2016, ISBN 978-3-86356-123-9.
- Illustrationen in Matrix – Zeitschrift für Literatur und Kunst, Nr. 4 / 2012, ISSN 1861-8006.